# إريك مورا
إريك مورا (بالفرنسية: Éric Mura)‏ هو لاعب كرة قدم فرنسي في مركز الدفاع، ولد في 23 يناير 1963 في سانت سير إكول في فرنسا. لعب مع أولمبيك أليس وأولمبيك مارسيليا ونادي باستيا ونادي ستراسبورغ ونادي شاتورو ونادي مارتيغ.

## وصلات خارجية
- إريك مورا على موقع قاعدة بيانات كرة القدم.إي يو (الإنجليزية)
- إريك مورا على موقع عالم كرة القدم.نت (الإنجليزية)